# Sussac
Sussac (Suçac en occitan) est une commune française située dans le département de la Haute-Vienne en région Nouvelle-Aquitaine.

## Géographie

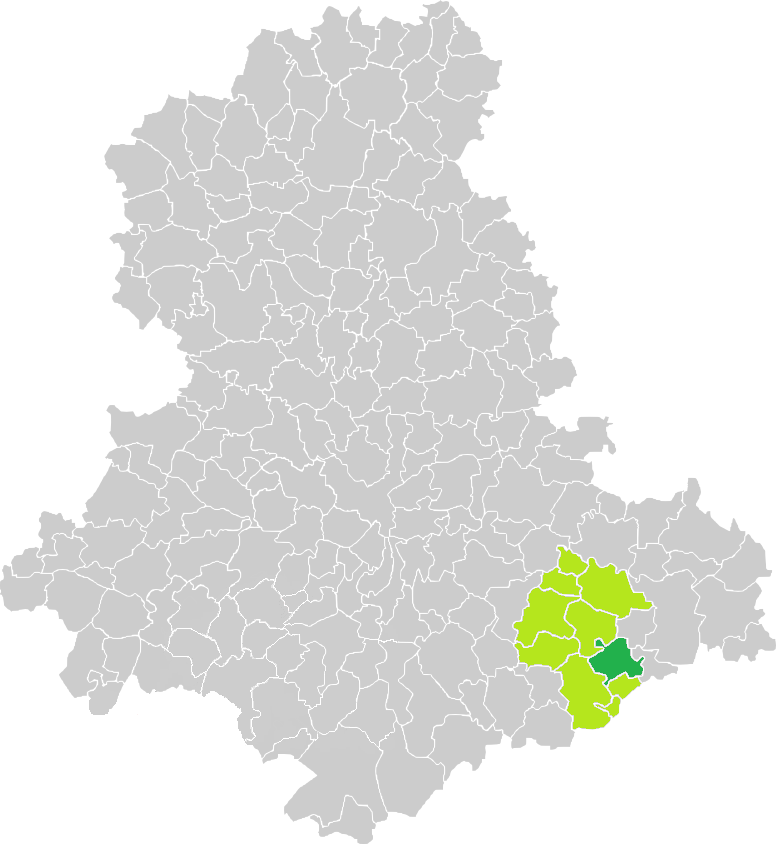
Situation de la commune de Sussac en Haute-Vienne.

La commune de Sussac est située dans le Massif central, entre le Mont Gargan et la forêt de Châteauneuf, au Sud-Est de la Haute-Vienne. Elle est traversée à l'Est par la Combade.
| Châteauneuf-la-Forêt     |                         | Sainte-Anne-Saint-Priest |
|                          | Sussac                  | Domps                    |
| La Croisille-sur-Briance | Saint-Gilles-les-Forêts |                          |

### Climat
Pour des articles plus généraux, voir Climat de la Nouvelle-Aquitaine et Climat de la Haute-Vienne.
Historiquement, la commune est exposée à un climat océanique limousin.  
En 2020, Météo-France publie une typologie des climats de la France métropolitaine dans laquelle la commune est exposée à un climat de montagne et est dans la région climatique  Ouest et nord-ouest du Massif Central, caractérisée par une pluviométrie annuelle de 900 à 1 500 mm, maximale en automne et en hiver.
Pour la période 1971-2000, la température annuelle moyenne est de 10,8 °C, avec une amplitude thermique annuelle de 14,8 °C. Le cumul annuel moyen de précipitations est de 1 247 mm, avec 13,6 jours de précipitations en janvier et 8,3 jours en juillet. Pour la période 1991-2020, la température moyenne annuelle observée sur la station météorologique la plus proche, située sur la commune d'Eymoutiers à 11 km à vol d'oiseau, est de 11,4 °C et le cumul annuel moyen de précipitations est de 1 170,3 mm,. Pour l'avenir, les paramètres climatiques de la commune estimés pour 2050 selon différents scénarios d'émission de gaz à effet de serre sont consultables sur un site dédié publié par Météo-France en novembre 2022.

## Urbanisme

### Typologie
Au 1er janvier 2024, Sussac est catégorisée commune rurale à habitat très dispersé, selon la nouvelle grille communale de densité à sept niveaux définie par l'Insee en 2022.
Elle est située hors unité urbaine et hors attraction des villes,.

### Occupation des sols
L'occupation des sols de la commune, telle qu'elle ressort de la base de données européenne d’occupation biophysique des sols Corine Land Cover (CLC), est marquée par l'importance des territoires agricoles (58,7 % en 2018), une proportion sensiblement équivalente à celle de 1990 (58,1 %). La répartition détaillée en 2018 est la suivante : 
prairies (44,2 %), forêts (39,1 %), zones agricoles hétérogènes (13,3 %), terres arables (1,2 %), zones urbanisées (1,1 %), milieux à végétation arbustive et/ou herbacée (1 %). L'évolution de l’occupation des sols de la commune et de ses infrastructures peut être observée sur les différentes représentations cartographiques du territoire : la carte de Cassini (XVIIIe siècle), la carte d'état-major (1820-1866) et les cartes ou photos aériennes de l'IGN pour la période actuelle (1950 à aujourd'hui).

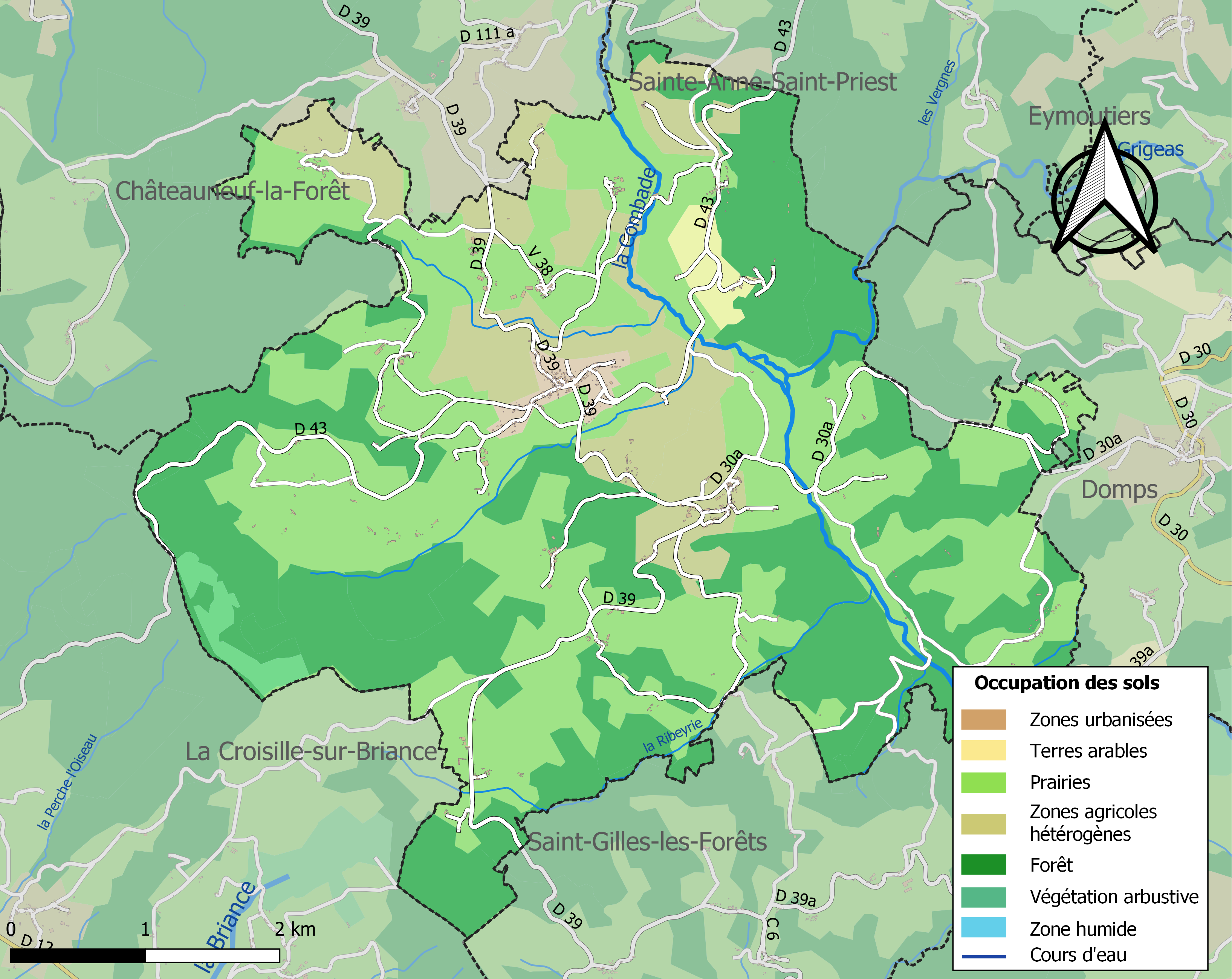
Carte des infrastructures et de l'occupation des sols de la commune en 2018 (CLC).

### Risques majeurs
Le territoire de la commune de Sussac est vulnérable à différents aléas naturels : météorologiques (tempête, orage, neige, grand froid, canicule ou sécheresse) et séisme (sismicité très faible). Il est également exposé à un risque particulier : le risque de radon. Un site publié par le BRGM permet d'évaluer simplement et rapidement les risques d'un bien localisé soit par son adresse soit par le numéro de sa parcelle.

#### Risques naturels

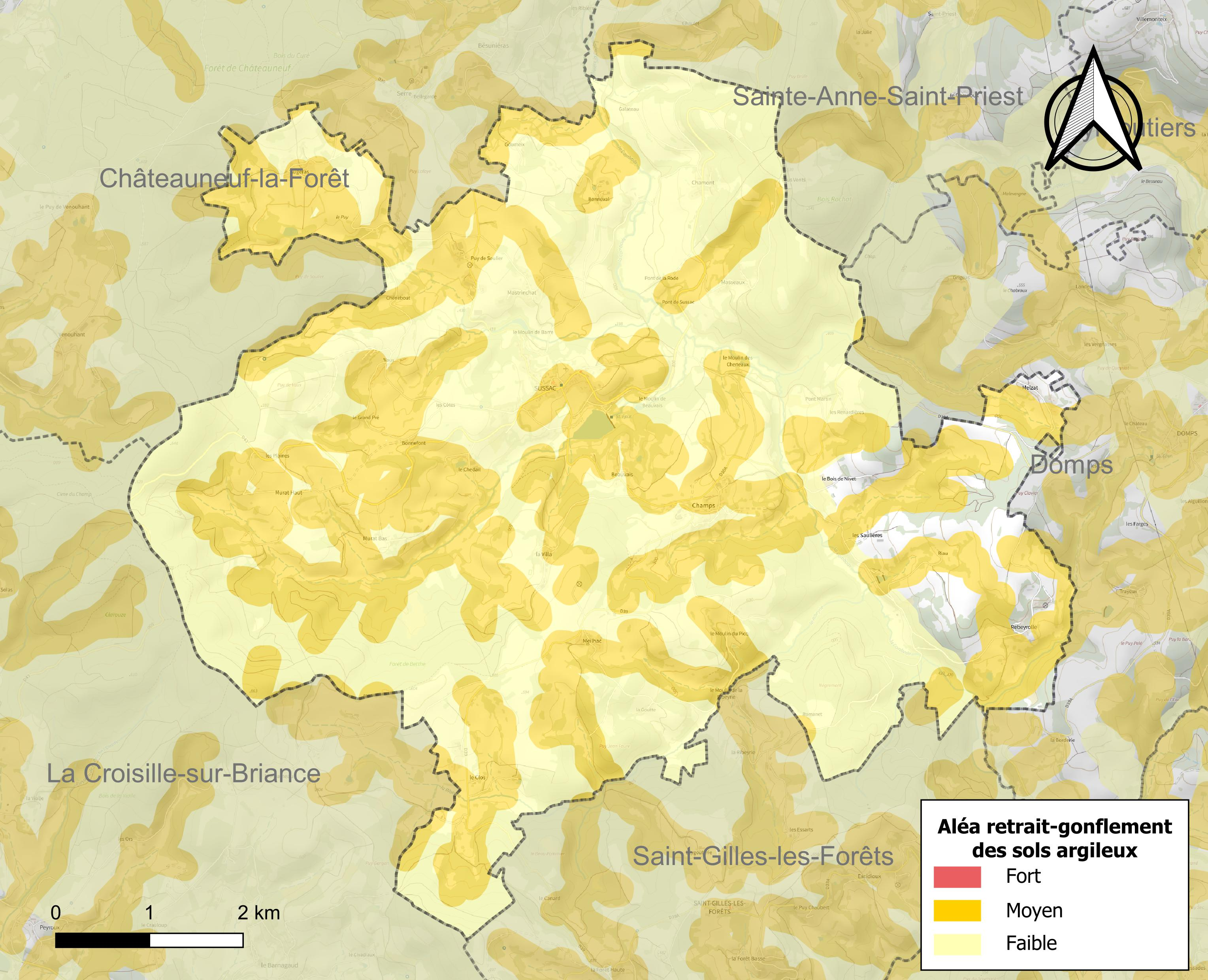
Carte des zones d'aléa retrait-gonflement des sols argileux de Sussac.

Le retrait-gonflement des sols argileux est susceptible d'engendrer des dommages importants aux bâtiments en cas d’alternance de périodes de sécheresse et de pluie. 46,7 % de la superficie communale est en aléa moyen ou fort (27 % au niveau départemental et 48,5 % au niveau national métropolitain). Depuis le 1er octobre 2020, en application de la loi ÉLAN, différentes contraintes s'imposent aux vendeurs, maîtres d'ouvrages ou constructeurs de biens situés dans une zone classée en aléa moyen ou fort,.
La commune a été reconnue en état de catastrophe naturelle au titre des dommages causés par les inondations et coulées de boue survenues en 1982 et 1999 et par des mouvements de terrain en 1999.

#### Risque particulier
Dans plusieurs parties du territoire national, le radon, accumulé dans certains logements ou autres locaux, peut constituer une source significative d’exposition de la population aux rayonnements ionisants. Selon la classification de 2018, la commune de Sussac est classée en zone 3, à savoir zone à potentiel radon significatif.

## Histoire
Le toponyme est d'un genre fréquent en Occitanie : un nom d'homme antique (Sussius) avec le suffixe gallo-romain -acum, ce qui donnait *Sussiacum. Probable origine romaine. Un texte de 873 mentionne Suisiacus, l'église Saint-Pardoux de Suisiaco est citée en 984, Suissac apparaît à la fin du XIe siècle ; en 1240 on trouve Suisiacum, et vers 1315 Sussac.
Le dernier loup du Limousin (et l'un des derniers de France) fut tué le 6 janvier 1926 par l'agriculteur Pierre Tauron, d'un coup de fusil, sur la commune de Sussac.
Le 9 juin 1944, au soir, le commandant du 3ème bataillon du régiment « Der Führer » de la 2e division SS Das Reich, Helmut Kämpfe, est capturé par le Maquis, dans une embuscade à la sortie de Saint-Léonard-de-Noblat, près de Moissannes pour avoir, lui aussi, pris de l’avance sur son bataillon. Dès l’annonce de sa capture, à l’état-major de la division, des recherches sont lancées tous azimuts, dans les secteurs Est du département de la Haute-Vienne. Un prisonnier, retenu à la prison de Limoges, est aussitôt libéré pour joindre le commandement du Maquis et porter les propositions allemandes en vue d’un échange de prisonniers : le commandant Kämpfe contre
cinquante maquisards internés à la prison de Limoges et une somme de 36000 marks. Laudoueineix, un des « légaux » d’Eymoutiers, chargé de communiquer avec Georges Guingouin, se rend jusqu’à Sussac le 10 au matin et entre en contact, dans l’après midi seulement, avec des membres de l’état-major du chef du Maquis, en Haute-Vienne. Mais le 10 après-midi, c’est le Massacre d’Oradour-sur-Glane par cette même division par le commandant Adolf Diekmann… 
Pendant la Seconde Guerre mondiale, Sussac fut un des plus importants foyers de la Résistance. Protégés par l'impénétrable forêt de Châteauneuf, les FFI, commandés par le colonel Georges Guingouin, menèrent des actions de guérilla si fréquentes et lourdes que l'occupant voulut réduire cette poche hostile. Le village subit trois raids aériens (un mort et nombreuses destructions) avant le déclenchement de la Bataille du Mont Gargan (18-24 juillet 1944). Ce fut l'une des rares batailles ayant opposé frontalement les maquisards -3 500 hommes, 38 tués, 54 blessés et 3 disparus- et les troupes d'occupation -4 800 hommes, plus de 300 tués.
Violette Szabo est parachutée au Clos de Sussac, avec le major anglais Staunton, chef de mission (en réalité Philippe Liewer « Hamlet »), le capitaine Bob Maloubier « Paco » et le lieutenant opérateur-radio américain de l’Office of Strategic Services (OSS), Jean-Claude Guiet.

## Politique et administration
| Période                                  | Période    | Identité            | Étiquette | Qualité |
| ---------------------------------------- | ---------- | ------------------- | --------- | ------- |
| 1804                                     | 1807       | Depauly             |           |         |
| 1808                                     | 1835       | Valériaux           |           |         |
| 1836                                     | 1848       | Brouillon jeune     |           |         |
| 1850                                     | 1860       | Bourbon Guillaume   |           |         |
| 1860                                     | 1870       | Cruveilhier Édouard |           |         |
| 1871                                     | 1876       | Bourbon Guillaume   |           |         |
| 1876                                     | 1878       | Panteix Léonard     |           |         |
| 1878                                     | 1888       | Malissout Louis     |           |         |
| 1888                                     | 1904       | Edouard Cruveilhier |           |         |
| 1908                                     | 1919       | Louis Cruveilhier   |           |         |
|                                          | 1989       | Armand Durand       | PS        |         |
| 1989                                     | 1995       | Jacqueline Granier  |           |         |
| juin 1995                                | mars 2001  | Pierre Matinaud     |           |         |
| mars 2001                                | avril 2008 | Pierre Matinaud     |           |         |
| avril 2008                               | mai 2020   | Gisèle Faure        |           |         |
| mai 2020                                 | En cours   | Gilles Matinaud     |           |         |
| Les données manquantes sont à compléter. |            |                     |           |         |

## Démographie

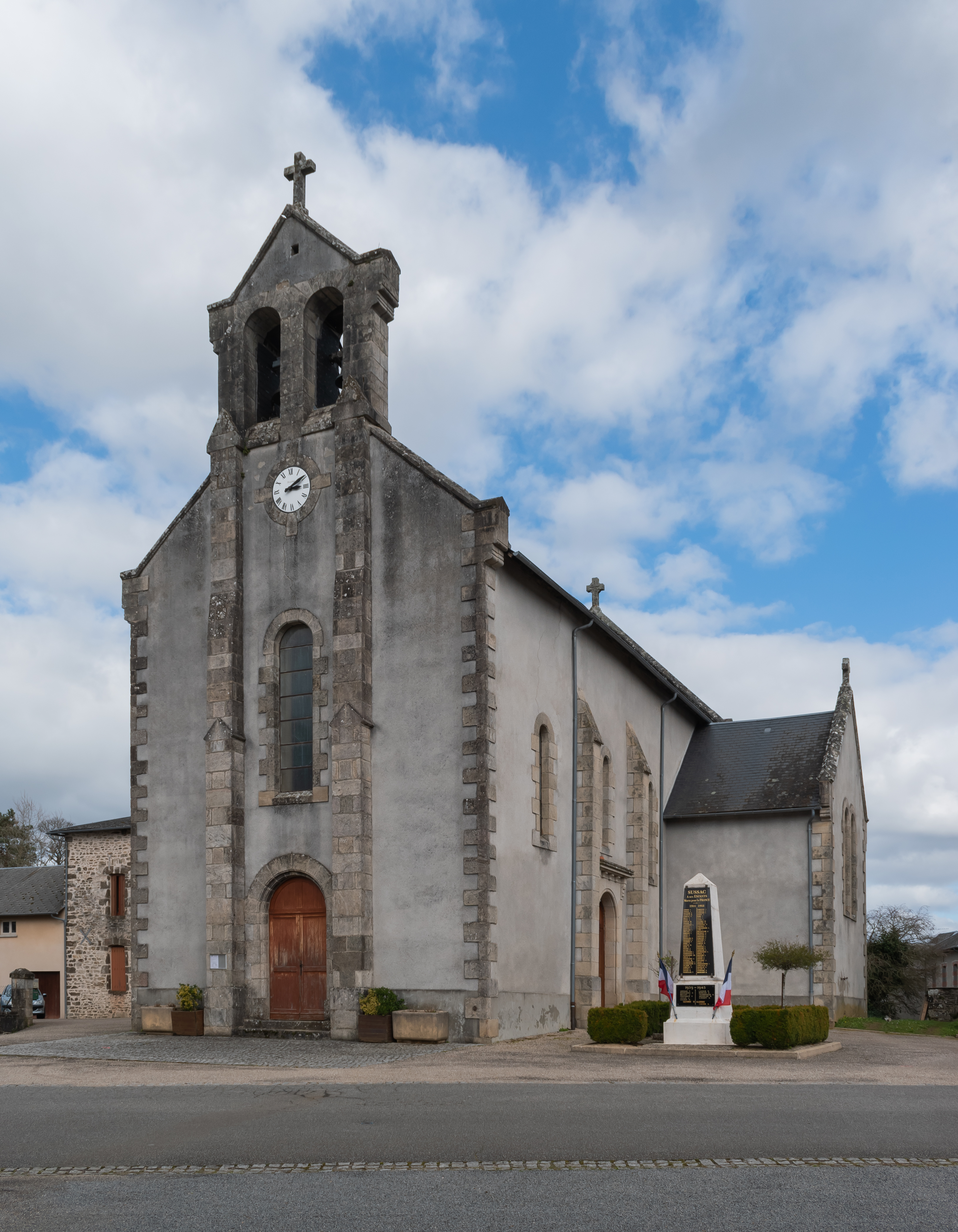
Église Saint-Pardoux-Saint-Martin de Sussac.

L'évolution du nombre d'habitants est connue à travers les recensements de la population effectués dans la commune depuis 1793. Pour les communes de moins de 10 000 habitants, une enquête de recensement portant sur toute la population est réalisée tous les cinq ans, les populations de référence des années intermédiaires étant quant à elles estimées par interpolation ou extrapolation. Pour la commune, le premier recensement exhaustif entrant dans le cadre du nouveau dispositif a été réalisé en 2007.

En 2022, la commune comptait 364 habitants, en évolution de +4 % par rapport à 2016 (Haute-Vienne : −0,68 %, France hors Mayotte : +2,11 %).
| 1793  | 1800  | 1806  | 1821  | 1831  | 1836  | 1841  | 1846  | 1851  |
| ----- | ----- | ----- | ----- | ----- | ----- | ----- | ----- | ----- |
| 1 050 | 1 059 | 1 052 | 1 113 | 1 218 | 1 424 | 1 352 | 1 560 | 1 466 |

| 1856  | 1861  | 1866  | 1872  | 1876  | 1881  | 1886  | 1891  | 1896  |
| ----- | ----- | ----- | ----- | ----- | ----- | ----- | ----- | ----- |
| 1 368 | 1 274 | 1 316 | 1 194 | 1 267 | 1 325 | 1 422 | 1 463 | 1 488 |

| 1901  | 1906  | 1911  | 1921  | 1926  | 1931  | 1936  | 1946 | 1954 |
| ----- | ----- | ----- | ----- | ----- | ----- | ----- | ---- | ---- |
| 1 557 | 1 571 | 1 507 | 1 345 | 1 179 | 1 124 | 1 071 | 979  | 892  |

| 1962 | 1968 | 1975 | 1982 | 1990 | 1999 | 2006 | 2007 | 2012 |
| ---- | ---- | ---- | ---- | ---- | ---- | ---- | ---- | ---- |
| 790  | 685  | 560  | 471  | 427  | 368  | 355  | 353  | 348  |

| 2017 | 2022 | - | - | - | - | - | - | - |
| ---- | ---- | - | - | - | - | - | - | - |
| 351  | 364  | - | - | - | - | - | - | - |

## Lieux et monuments
- Église Saint-Pardoux-Saint-Martin de Sussac. Elle est inscrite à l'Inventaire général du patrimoine culturel[27].

Parmi les lieux intéressants de Sussac se trouvent ses sites naturels. Deux d'entre eux sont remarquables et très représentatifs de la montagne limousine. Sur la D 39, venant de Châteauneuf ou la D 43, venant de La Croisille, au sortir de la forêt de Châteauneuf, touffue et sans visibilité, tout à coup, de larges panoramas à 180° s'ouvrent comme des rideaux de théâtre, en pleine lumière. On devine le bourg, dans une légère dépression. On voit de nombreux ruisseaux converger vers la Combade, elle-même affluent de la Vienne. Sur toute la largeur du paysage, à l'horizontale, de larges bandeaux de prairies naturelles. En parallèle à l'étage supérieur, jusqu'au sommet des collines, des forêts de feuillus ou de résineux. De loin en loin, des hameaux ou des maisons isolées, des routes qui sinuent : une leçon de géographe à ciel ouvert.
Au village de Bonneval, vestiges de l'église fondée au milieu du XIIe siècle par l'ordre de Grammont. Des fragments de l'édifice se retrouvent réutilisés dans les murs de bâtiments agricoles. Notamment un morceau de blocage du mur nord de l'église. Ainsi que douze colonnettes, prises dans un linteau de porte. De nombreux fragments – chapiteaux, corniches, linteaux – visibles, ont été réemployés alentour.
L'action des maquisards et les combats de la Libération sont marqués en de nombreux endroits : stèles au Clos de Sussac (à la mémoire de Violette Szabo), au Puy de Masseaux (où le maquis tenait un nid de mitrailleuses), dans le bourg (portant les noms des quinze maquisards tombés au combat) ; panneaux de mémoire : au Clos de Sussac (terrain des parachutages alliés), à Masseaux (en l'honneur des quatre maquisards du poste de mitrailleuses), à La Villa (où se trouvait le poste de commandement du colonel Guingouin).

## Personnalités liées à la commune
- Jean Cruveilhier, né à Limoges le 9 février 1791, mort à Sussac le 7 mars 1874, (inhumé à Limoges). Médecin universellement connu pour ses travaux sur l'anatomie pathologique du corps humain, auteur de publications de référence. Professeur à la faculté de Médecine de Montpellier puis à celle de Paris. Membre de l'Académie de Médecine. Il a soigné notamment Talleyrand, Chateaubriand, Alfred de Vigny et Frédéric Chopin, dont il a accompagné les derniers moments. Il a également été appelé auprès de la reine Victoria. Sa descendance compte des médecins nombreux et éminents. Parmi eux, ont été maires de Sussac, son fils Édouard (de 1865 à 1871 et de 1888 à 1904) et son petit-fils Louis (de 1908 à 1919). Plus récemment, son arrière-arrière petite fille, Jacqueline Granier, a été maire de Sussac de 1989 à 1995.
- Violette Szabo (1921-1945), agent secret britannique du SOE (Special Operation Executive) parachutée au Clos de Sussac le 8 juin 1944 pour coordonner les actions de sabotage des maquisards sur les voies de communication. Capturée lors d'une embuscade, interrogée et torturée par la SS, déportée à Ravensbrück, elle est exécutée d'une manière particulièrement sordide. Une stèle à sa mémoire a été dressée au Clos, au lieu même de son parachutage.
- Robert (Bob) Maloubier (1923-2015). Membre des Forces françaises libres parachuté au Clos de Sussac le même jour que Violette Szabo. Participa à la libération de Limoges aux côtés de Georges Guingouin, puis à la mise en place du SDECE (renseignement extérieur).

### Héraldique
| Blason de Sussac | Blason  | Tiercé en pairle renversé : au 1er de gueules à une couronne de laurier d'or, au 2e d'argent à trois mouchetures d'hermine de sable, au 3e de sinople à un châtaignier d'or accompagné en pointe d'une divise ondée d'argent chargée d'une divise ondée d'azur.                                                                                         |
| Blason de Sussac | Détails | La couronne de laurier rappelle les origines gallo-romaines du nom de la commune. Les mouchetures d'hermine sont reprises des armes du Limousin. Le châtaignier est attribut de saint Pardoux, patron de la paroisse. Enfin, le vert évoque l'agriculture et la forêt, et les ondes sont pour la Combade qui arrose la commune. Adopté en janvier 2022. |

## Pour approfondir